# Antiphonarius cento
L'Antiphonarius cento è una raccolta di canti religiosi cattolici, cui allude Giovanni Diacono nella sua Sancti Gregorii Magni vita (circa 870), quando riferisce dell'attività di papa Gregorio Magno (540-604) in campo musicale. La raccolta, ricca soprattutto di antifone, pare contenesse anche composizioni originali di Gregorio e comunque ha avuto un ruolo centrale nella tradizionale attribuzione a Gregorio dell'intero corpus delle melodie liturgiche.
Il testo di Giovanni è il seguente:
Fu in epoca carolingia che si diffuse l'idea che a fondazione del cosiddetto canto gregoriano ci fosse un corpus originario, composto unitariamente da Gregorio: la tradizione pittorica raffigura infatti Gregorio che riceve il canto dallo Spirito Santo in forma di colomba. Il testo di Giovanni, soprattutto l'espressione cento, 'centone', 'raccolta', sembra intendere piuttosto che l'opera di Gregorio fu di collezione e revisione di materiale preesistente.
Secondo la tradizione, l'Antiphonarius cento, legato con una catena d'oro all'altare di Pietro, sarebbe andato perduto durante le invasioni barbariche. Delle copie si salvarono e vennero diffuse soprattutto in Svizzera, Francia e Inghilterra, con l'appoggio di sovrani, quali Pipino il Breve e Carlo Magno, desiderosi di diffondere l'uniformità del rito romano, anche attraverso il controllo di un'unica tradizione musicale autorizzata.